# 伊達山 (克里特島)
伊達山（Mount Ida；又稱Psiloritis）是希臘克里特島上的最高峰，海拔2,456公尺。位在克里特島首府伊拉克利翁西方約35公里。
在希臘神話中，關於宙斯的出生有兩張說法：一說母神瑞亞在島上東部拉西錫高地的靈能洞將其誕下；另一說則是伊達山的伊達洞府（Idaean Cave）。另外，伊達山也是神話中達克堤利的居所。